# Гремяч (пункт пропуска)
Гремяч (укр. Грем'яч) — пункт пропуска через государственную границу Украины на границе с Россией. 
Расположен в Черниговской области, в Новгород-Северском районе вблизи одноимённого села на автодороге P-12. С российской стороны находится пункт пропуска «Погар», расположенный в Брянской области на трассе по направлению посёлка городского типа Погара. 
Вид пропуска — автомобильный. Статус пункта пропуска — международный. 
Характер перевозок — пассажирский, грузовой. 
Кроме радиологического, таможенного и пограничного контроля, пункт пропуска может осуществлять санитарный, фитосанитарный, ветеринарный, экологический контроль и контроль Службы международных автомобильных перевозок. 
Пункт пропуска входит в состав таможенного поста «Гремяч» Черниговской таможни. Код пункта пропуска —  10210 10 00 (11). 